# Nuvola/Perché sei bella
Nuvola/Perché sei bella è un singolo del cantante Zucchero Fornaciari, pubblicato nel 1983 come secondo estratto dal primo album in studio Un po' di Zucchero.

## Descrizione
Entrambi i brani sono stati composti dallo stesso Fornaciari, assistito da Vince Tempera negli arrangiamenti. Nuvola è stato presentato dall'artista al Festival di Sanremo 1983, classificandosi al ventesimo posto.

## Tracce
Lato A
1. Nuvola – 3:03

Lato B
1. Perché sei bella – 4:03

## Formazione
- Zucchero Fornaciari – voce
- Vincenzo Tempera – arrangiamento